# Meistriliiga (1994/1995)
Meistriliiga 1994/1995 była 4. edycją najwyższej klasy rozgrywkowej piłki nożnej w Estonii. Brało w niej udział 8 drużyn, które rozegrały w dwóch fazach 24 kolejek meczów.
Tytuł mistrzowski obroniła drużyna Flora Tallinn zdobywając drugi tytuł z rzędu.

## Uczestniczące drużyny
| Uczestnicy poprzedniej edycji | Uczestnicy poprzedniej edycji | Uczestnicy poprzedniej edycji | Uczestnicy poprzedniej edycji |
| --- | ----------------------------- | ----------------------------- | ----------------------------- |
| FLO | Tallinna FC Flora             | Tallinn                       | 1                             |
| NOR | Tallinna FC Norma             | Tallinn                       | 2                             |
| TEV | Tevalte Tallinn               | Tallinn                       | 3                             |
| NIK | Nikol FC Tallinn              | Tallinn                       | 4                             |
| NAR | JK Narva Trans                | Narwa                         | 5                             |
| SAD | Tallinna JK Sadam             | Tallinn                       | 6                             |
| EPJ | Jõhvi JK Eesti Põlevkivi      | Jõhvi                         | 7                             |
| DAG | Tartu SS EsDAG                | Tartu                         | 8                             |
| Awans z Esiliigi |                               |                               |                               |
| PÄR | Pärnu JK/Kalev                | Parnawa                       | 1                             |
| Oznaczenia: - kolumna pierwsza – skróty nazw drużyn, - kolumna trzecia – siedziba klubu, - kolumna czwarta – miejsce zajęte w poprzednim sezonie. |                               |                               |                               |

## Format rozgrywek
W porównaniu z poprzednim sezonem formuła zmieniła się: liczba drużyn zmniejszyła się z 12 do 8, a turniej, podobnie jak w pierwszej edycji postsowieckiej, podzielony został na dwie fazy: w pierwszej drużyny spotkały się ze sobą dwukrotnie, raz u siebie i raz na wyjeździe. Zmieniono również sposób przyznawania punktów w klasyfikacji: za zwycięstwo przyznawano trzy punkty, za remis jeden, a za porażkę zero. Sześć najlepszych drużyn zakwalifikowało się do rundy finałowej, zdobywając połowę (zaokrąglając w górę) punktów zgromadzonych w pierwszej fazie.
Ostatnie dwie drużyny musiały zagrać w turnieju sześcioosobowym razem z dwoma najlepszymi drużynami z każdej z dwóch grup Esiliiga z sezonu 1994/1995: tylko pierwsza drużyna mogła zapewnić sobie miejsce w Meistriliiga. Pod koniec sezonu FIFA zmusiła Estońską Federację do ponownego przyjęcia Tevalte Tallinn, wykluczoną w poprzednim sezonie z rozgrywek bez konkretnych dowodów. W związku z tym konieczne było rozegranie barażu pomiędzy ostatnią drużyną w grupie mistrzowskiej a drugą w grupie przejściowej.

## Faza zasadnicza
| Lp. | Drużyna               | M  | Z  | R | P  | B+ | B- | +/– | Pkt | Kwalifikacja        |  | FLO | LAN | NAR | SAD | EPJ | NOR  | PJK | DAG  |
| --- | --------------------- | -- | -- | - | -- | -- | -- | --- | --- | ------------------- |  | --- | --- | --- | --- | --- | ---- | --- | ---- |
| 1   | Flora Tallinn         | 14 | 10 | 4 | 0  | 32 | 4  | +28 | 34  | faza finałowa       |  |     | 0–0 | 2–1 | 2–2 | 0–0 | 12–0 | 3–0 | 2–0  |
| 2   | Lantana-Marlekor      | 14 | 10 | 3 | 1  | 44 | 7  | +37 | 33  | faza finałowa       |  | 0–2 |     | 0–0 | 1–0 | 4–1 | 10–0 | 5–1 | 11–0 |
| 3   | Narva Trans           | 14 | 7  | 5 | 2  | 23 | 9  | +14 | 26  | faza finałowa       |  | 1–1 | 0–1 |     | 0–0 | 2–0 | 1–0  | 6–1 | +:-  |
| 4   | Sadam Tallinn         | 14 | 7  | 4 | 3  | 29 | 11 | +18 | 25  | faza finałowa       |  | 0–2 | 1–1 | 0–1 |     | 2–0 | 6–0  | 3–1 | 3–0  |
| 5   | Jõhvi Eesti Põlevkivi | 14 | 5  | 3 | 6  | 25 | 16 | +9  | 18  | faza finałowa       |  | 0–1 | 0–1 | 2–2 | 1–2 |     | 4–0  | 1–1 | 3–0  |
| 6   | Norma Tallinn         | 14 | 3  | 1 | 10 | 9  | 51 | −42 | 10  | faza finałowa       |  | 0–3 | 0–3 | 0–3 | 2–2 | 0–4 |      | 1–2 | 2–0  |
| 7   | Pärnu JK/Kalev        | 14 | 2  | 1 | 11 | 12 | 35 | −23 | 7   | turniej przejściowy |  | -:+ | 1–2 | 0–4 | 0–3 | 1–3 | 0–2  |     | 4–0  |
| 8   | Tartu DAG             | 14 | 1  | 1 | 12 | 6  | 47 | −41 | 4   | turniej przejściowy |  | 0–2 | 1–5 | 2–2 | 0–5 | 0–6 | 1–2  | 2–0 |      |

1. ↑  Lantana-Marlekor został założony na bazie Tallinna FC Nikol i przejął jego miejsce w Meistriliiga[1].
2. ↑  +:-  Zwycięstwo przyznano Narva Trans, ponieważ DAG nie stawił się.
3. ↑  +:-  Zwycięstwo przyznano Flora Tallinn, gdyż stadion Pärnu JK/Kalev nie nadawał się do gry.
4. ↑  Przed sezonem Tartu EsDAG zmienił nazwę na Tartu FC DAG przyjmując nazwę sponsora Dag[1].

## Faza finałowa
| Lp. | Drużyna               | M  | Z | R | P | B+ | B- | +/– | BP | Pkt | Kwalifikacja lub spadek                 |     | FLO | LAN | NAR | SAD | EPJ | NOR |
| --- | --------------------- | -- | - | - | - | -- | -- | --- | -- | --- | --------------------------------------- | --- | --- | --- | --- | --- | --- | --- |
| 1   | Flora Tallinn (M, P)  | 10 | 7 | 3 | 0 | 27 | 6  | +21 | 17 | 41  | Puchar Europy UEFA • runda wstępna      |     |     | 1–1 | 3–0 | 2–0 | 6–0 | 4–2 |
| 2   | Lantana-Marlekor      | 10 | 7 | 2 | 1 | 26 | 9  | +17 | 17 | 40  | Puchar Zdobywców Pucharów • 1/32 finału |     | 1–1 |     | 1–4 | 2–1 | 4–1 | 4–0 |
| 3   | Narva Trans           | 10 | 4 | 1 | 5 | 9  | 15 | −6  | 13 | 26  |                                         |     | 1–1 | 0–3 |     | 0–1 | 2–1 | 0–1 |
| 4   | Sadam Tallinn         | 10 | 4 | 0 | 6 | 11 | 14 | −3  | 13 | 25  |                                         | 0–3 | 0–5 | 0–1 |     | 4–0 | 2–0 |     |
| 5   | Jõhvi Eesti Põlevkivi | 10 | 4 | 0 | 6 | 17 | 24 | −7  | 9  | 21  |                                         | 0–3 | 1–3 | 4–0 | 1–0 |     | 4–1 |     |
| 6   | Norma Tallinn (B, S)  | 10 | 1 | 0 | 9 | 6  | 28 | −22 | 5  | 8   | baraż o Meistriliiga                    |     | 1–3 | 0–2 | 0–1 | 0–3 | 1–5 |     |

1. ↑  Flora Tallinn zdobywca Puchar Estonii wystąpi jako mistrz kraju w Pucharze Europy, miejsce w Pucharze Zdobywców Pucharów zajął finalista pucharu Lantana-Marlekor.

## Turniej przejściowy
| Lp. | Drużyna               | M  | Z | R | P | B+ | B- | +/– | Pkt | Awans lub spadek                                   |
| --- | --------------------- | -- | - | - | - | -- | -- | --- | --- | -------------------------------------------------- |
| 1   | Pärnu Tervis (A)      | 10 | 7 | 1 | 2 | 32 | 8  | +24 | 22  | awans do Meistriliiga Puchar Intertoto UEFA (1995) |
| 2   | Pärnu JK/Kalev (B, O) | 10 | 6 | 0 | 4 | 35 | 24 | +11 | 18  | baraż o Meistriliiga                               |
| 3   | JK Talinn             | 10 | 6 | 0 | 4 | 20 | 20 | 0   | 18  | Esiliiga                                           |
| 4   | Dünamo Tallinn        | 10 | 4 | 3 | 3 | 43 | 16 | +27 | 15  | Esiliiga                                           |
| 5   | Lelle                 | 10 | 3 | 1 | 6 | 8  | 44 | −36 | 10  | Esiliiga                                           |
| 6   | Tartu DAG (S)         | 10 | 0 | 3 | 7 | 8  | 34 | −26 | 3   | Esiliiga                                           |

## Baraż o Meistriliiga
Decyzją FIFA, Estoński Związek Piłki Nożnej został zmuszony do przywrócenia Tevalte Tallinn (zdyskwalifikowanego bez dowodów jedną rundę przed końcem sezonu 1993/94 z powodu o ustawiania meczów) z powrotem do Estońskiego Związku Piłki Nożnej i przyznania klubowi miejsca w Meistriliiga sezonu 1995/96. Dlatego też zorganizowano dodatkowy baraż o utrzymanie pomiędzy szóstą drużyną rundy finałowej a drugą drużyną turnieju przejściowego.

Pärnu JK/Kalev wygrał 3-2 dwumecz z Norma Tallinn miejsce w Meistriliiga na sezon 1995/1996.
| 6 zespół fazy finałowej | Wynik dwumeczu | 2 zespół turnieju przejściowego | Pierwszy mecz | Drugi mecz |
| ----------------------- | -------------- | ------------------------------- | ------------- | ---------- |
| Norma Tallinn           | 2:3            | Pärnu JK/Kalev                  | 2:3           | 0:0        |

## Najlepsi strzelcy
| Bramki | Strzelcy          | Drużyna               |
| ------ | ----------------- | --------------------- |
| 25     | Serhij Morozow    | Lantana-Marlekor      |
| 12     | Ričardas Zdančius | Flora Tallinn         |
| 11     | Sergei Afanasyev  | Jõhvi Eesti Põlevkivi |
| 9      | Maksim Gruznov    | Lantana-Marlekor      |
| 9      | Toomas Krõm       | Flora Tallinn         |
| 9      | Dmitri Ustritski  | Sadam Tallinn         |
| 8      | Juri Braiko       | Jõhvi Eesti Põlevkivi |
| 8      | Andrei Krõlov     | Sadam Tallinn         |
| 8      | Martin Reim       | Flora Tallinn         |

Źródło: